# Ščeper
Ščeper je eden izmed domišljijskih likov v pravljici Ščeper in Mba, ki jo je napisala Svetlana Makarovič. Kot samostojno pravljico v obliki slikanice jo je izdala Mladinska knjiga, v Ljubljani leta 1997. Ilustriral jo je Gorazd Vahen. Gre za živalsko pravljico, saj  v njej nastopajo živali, kot so mali Ščeper, Mba, golob, lisica, miške itd. 

## Predstavitev literarnega lika
Osrednji lik pravljice je Ščep ali Ščeper, majhna žival, katere ni bilo skupaj več kot za ščepec. Obrasel je bil s kratkim, mehkim puhom, ki si ga je vsak dan skrbno pokrtačil s kostanjevo ježico. Kmalu pa je puh postal gostejši in daljši ter se mu je na hrbtu ježil in sržil, ko je bil jezen.  Imel je velike, okrogle oči. Živel je v visoki, s temnim bršljanom obraščeni pečini nad samotnim jezerom v skalni razpoki. Imel je vrečo, napolnjeno z najrazličnejšimi sanjami, katere so mu zadostovale za vse življenje. Zato je bil rad sam in užival v spanju in dremanju, saj je imel vedno zanimive in lepe sanje.

## Vsebina pravljice
Ščeper je živel mirno življenje, dokler ga ni zapazila lisica. Ko je opazil, da ta poskuša priti do njega, ker ga hoče pojesti, se je odločil, da si najde novo bivališče. Visoko v gorah je našel novo razpoko. A kmalu se mu je pridružil ranjen golob. Ta mu je zasedel posteljo, Ščep pa mu je moral nositi hrano in vodo. Ščepu je bilo tega dovolj in si je šel iskat drugo bivališče. Že je našel drugega, ko so se  mu pridružile miši, katere niso hotele zapustiti njegove razpoke in so si tam uredile svoj dom. Ščep se je odpravil iskat nov dom. Našel si je novo razpoko, ki je bila samotna in oddaljena od drugih živali. Kmalu pa se mimo njegovega doma začne plaziti Mba. To je bila žival podobna malo pijavki, malo črvu, malo mali kačici, a ni bila nič od tega. Tudi ona je bila rada sama. 
Za razliko od Ščeperja je Mba čez dan zadovoljno mbala sem in tja in si godla »mba mba«. Ponoči pa je spala poleg Ščeperjeve votline. Ščeperju to ni bilo všeč, a ko je nekega dne odšla za nekaj dni, je bilo Ščeperju zelo hudo. Postajal je nemiren, ni mu bilo  do spanja in od same skrbi je tudi jokal. 
Tako je Ščep na koncu našel prijatelja, za katerega mu ni bilo vseeno in bi se zanj odrekel tudi spanju. Saj je v tem času, ko sta ga preživela skupaj, spoznal da mba ne želi ničesar od njega in da je rada sama, prav tako kot Ščeper. Tako je na koncu Ščeper le spoznal nekoga, s katerim je hotel preživljati svoj prosti čas, saj mba od njega ni zahtevala ničesar. Obema je bila dovolj le bližina drug drugega.